# Foo Fighters: Sonic Highways
Sonic Highways est une émission de télévision documentaire sur la musique américaine en huit parties d'environ 60 minutes, créée et produite par Dave Grohl, diffusée du 17 octobre au 5 décembre 2014 sur HBO. Elle retrace le parcours de l'enregistrement du huitième album studio des Foo Fighters, Sonic Highways.

## Contexte
Après la réalisation du documentaire Sound City en 2013, Dave Grohl explique que « coupler musique et documentaire fonctionne bien parce que les histoires donnent de la matière et de la profondeur aux chansons. Le lien émotionnel est donc accentué ». Il évoque dès lors son envie de rééditer l'expérience, mais « au lieu de simplement marcher dans un studio et parler de son histoire, [il] souhaite traverser les États-Unis pour en raconter son histoire ». Il travaille alors et s'investit sur le projet pendant un an et demi dans le but d'influencer le prochain album de Foo Fighters : « nous allons avoir 20 ans, nous sommes un groupe américain, chacune de ces villes a eu des artistes ou une musique qui nous a influencés directement, alors allons-y. C'était l'idée et ce fut juste une question de comment le faire ».

## Synopsis
Pour la sortie de leur huitième album studio, Foo Fighters enregistrent huit chansons dans huit studios d'enregistrement légendaires de huit villes différentes du pays (Austin, Chicago, Los Angeles, Nashville, La Nouvelle-Orléans, New York, Seattle et Washington). Chaque épisode présente l'enregistrement de chacune d'elles, entrecoupé d'interviews avec des personnalités locales, telles que Dolly Parton, Nancy Wilson Zac Brown ou encore Rick Nielsen, et se conclut par le clip vidéo du morceau joué par le groupe.

## Épisodes
1. Chicago
2. Washington D.C.
3. Nashville
4. Austin
5. Los Angeles
6. New Orleans
7. Seattle
8. New York

## Diffusion
L'émission est diffusée aux États-Unis sur HBO du 17 octobre au 5 décembre 2014 à raison d'un épisode par semaine. Au Royaume-Uni, c'est la BBC Four qui la retransmet du 26 octobre au 7 décembre 2014. Canal+ est la chaîne qui détient les droits en France : un épisode est diffusé chaque deuxième jeudi du mois du 11 décembre 2014 au 9 juillet 2015. En Australie, Foo Fighters: Sonic Highways passe sur la chaîne GO! (en) peu après la diffusion américaine, puis sur Channel V à partir du 17 février 2015.

## Distinctions
Le 12 septembre 2015, lors de la cérémonie des Creative Arts Emmy Awards, l'émission est récompensée de deux trophées (« Meilleur mixage du son pour un programme documentaire » et « Meilleur montage sonore pour un programme documentaire ») pour son épisode Seattle, alors qu'elle était nommée dans quatre catégories,.

## Classements et certifications
| Classement musical                   | Meilleure position |
| ------------------------------------ | ------------------ |
| Australie (Top 40 Audiovisual Chart) | 1                  |
| Belgique (DVD Chart)                 | 3                  |
| États-Unis (Music Video DVD)         | 1                  |
| Italie (Music DVD)                   | 1                  |
| Royaume-Uni (Music Videos Chart)     | 1                  |

| Pays             | Ventes  | Certifications |
| ---------------- | ------- | -------------- |
| Australie (ARIA) | 7 500 + | Or             |